# DaJuan Summers
Pour les articles homonymes, voir Summers.
DaJuan Summers (né le 24 janvier 1988 à Baltimore, Maryland) est un joueur américain de basket-ball évoluant au poste d'ailier.

## Carrière universitaire
DaJuan Summers est scolarisé dans le lycée de McDonogh, une école privée à Owings Mills dans le Maryland.
Il rejoint en 2006 l'université de Georgetown et évolue pour l'équipe des Hoyas de Georgetown.
En mars 2009, il se déclare candidat pour la draft 2009 de la NBA.

## Carrière professionnelle
DaJuan Summers est drafté en 2009 en 35e position par les Pistons de Détroit.
En juillet 2009, il est retenu par les Pistons pour participer à la NBA Summer League. Le 7 août 2009, il signe son contrat rookie avec les Pistons. Durant l'été 2010, il participe à la NBA Summer League avec Detroit.
En juillet 2011, il signe un contrat de deux ans avec l'équipe italienne du Montepaschi Sienne. Il quitte le club le 30 octobre 2011 après seulement 4 matches disputés.
Le 9 décembre 2011, à l'issue du lock-out de la NBA, il s'engage avec les Hornets de La Nouvelle-Orléans. Le 7 février 2012, il est coupé par les Hornets.
En septembre 2012, il signe avec les Bobcats de Charlotte  mais il est coupé par la franchise quelques jours plus tard.
Le 3 décembre 2012, il s'engage en NBA Development League avec les Red Claws du Maine. Le 4 février 2013, il est nommé pour participer au All-star Game de la D-League.
Le 15 mars 2013, il signe un contrat de 10 jours avec les Clippers de Los Angeles. Le 25 mars, il signe un deuxième contrat de 10 jours avec la franchise californienne. Le 4 avril, il signe avec les Clippers pour le reste de la saison. Le 9 juillet 2013, il est coupé par les Clippers.
Le 31 juillet 2013, il signe pour une saison en Ukraine avec le club du BK Boudivelnyk Kiev.
En juillet 2014, il participe à la NBA Summer League avec les Nets de Brooklyn. Le 12 août 2014, il rejoint le championnat espagnol et le club du CB Gran Canaria.
Le 22 septembre 2015, il revient en NBA et signe avec les Knicks de New York. Le 23 octobre 2015, juste avant le début de la saison régulière, il est coupé par la franchise new-yorkaise. Le 2 novembre, il rejoint les Knicks de Westchester. Le 23 novembre 2015, il est nommé joueur de la semaine en D-League et c'est la première fois de l'histoire de Westchester que cela arrive à un de ses joueurs. Le 24 novembre 2015, il se blesse au talon d'Achille et met un terme à sa saison. Le jour même, il est coupé par les Knicks.
Le 28 juillet 2016, il rejoint le championnat turc et le club du Pınar Karşıyaka pour la saison 2016-2017.
Le 3 août 2017, il reste en Turquie et rejoint Galatasaray SK pour la saison 2017-2018.
Le 12 juillet 2019, il signe en Jeep Elite avec le club des Metropolitans 92 après un bref passage durant la saison 2018-2019 en Corée du Sud chez les Seoul SK Knights. En septembre 2019, il souffre d'une déchirure au tendon du genou et il va être absent 2 à 3 mois. En décembre 2019, il est libéré par le club francilien qui a préféré finalement garder jusqu'à la fin de la saison, Donta Smith, son remplaçant. Il rejoint finalement le Japon et le club du Shimane Susanoo Magic en BJ League.

## Clubs successifs
- 2009-2011 :  Pistons de Detroit
- 2011 :  Montepaschi Sienne
- 2011-2012 :  Hornets de La Nouvelle-Orléans
- 2012-2013 :  Red Claws du Maine
- 2013 :  Clippers de Los Angeles
- 2013-2014 :  BK Boudivelnyk Kiev
- 2014-2015 :  CB Gran Canaria
- 2015 :  Knicks de Westchester
- 2016-2017 :  Pınar Karşıyaka
- 2017-2018 :  Galatasaray SK
- 2018-2019 :  Seoul SK Knights
- 2019 :  Metropolitans 92
- 2020 :  Shimane Susanoo Magic
- depuis 2023 :  Homenetmen Beyrouth

## Salaires successifs
Les montants des contrats par saison en NBA de DaJuan Summers :
| Saison    | Equipe               | Salaire     |
| --------- | -------------------- | ----------- |
| 2009-2010 | Detroit Pistons      | 457 588 $   |
| 2010-2011 | Detroit Pistons      | 762 195 $   |
| 2011-2012 | New Orleans Hornets  | 303 137 $   |
| 2012-2013 | Los Angeles Clippers | 177 024 $   |
| Total     | Total                | 1 699 944 $ |